# Harbach (Diesenleitenbach)
Der Harbach (auch Schießstättenbach) ist ein linker Nebenfluss des Diesenleitenbachs in Linz, Oberösterreich. An diesem Bach liegt auch die gleichnamige Konskriptionsortschaft Harbach in Linz-Urfahr.

## Verlauf
Der Harbach entspringt oberhalb des Donnererwegs am Bachlberg in Linz. Er fließt in südöstlicher Richtung entlang der Straße Am Alten Feldweg, unterquert beim Volkshaus Harbach bzw. der Harbachsiedlung die Leonfeldner Straße und fließt weiter durch den Harbacher Park in den Urnenhain Urfahr, wo er in den Diesenleitenbach mündet.